# Silber Western
Silber Western war eine Heftromanreihe, die von 1952 bis 1992 in der Bundesrepublik Deutschland im Zauberkreis Verlag erschien. Gestartet als Silber Roman wechselte der Reihenname mehrfach. Ihre größte Bekanntheit erreichte er unter dem letzten Namen Silber Western.

## Geschichte

### Band 1–93
Die Reihe erschien ab 1952, zunächst monatlich, als Silber Roman. Anfangs erschienen nur Kriminalromane. Mit Band 6 wurde auf 14-tägliche Erscheinungsweise umgestellt. Verlegt wurden kaum neue Romane, sondern überwiegend gekürzte Leihbuchnachdrucke.
Ab Band 27 erschien die Reihe jede Woche. Dabei erschienen jedoch nicht mehr nur Krimis. Band 27 und dann jeder zweite waren Wildwestromane, die entsprechend mit dem Untertitel Wildwest-Reihe kenntlich gemacht waren. Die Krimis hatten die Kennzeichnung Kriminal-Reihe. Bis Band 93 wechselte sich der Silber Roman (Kriminal-Reihe) nun mit dem Silber Roman (Wildwest-Reihe) ab, wobei der Titel der Krimis ab Band 72 auf Silber-Kriminalroman wechselte. Weiterhin war die Serie deutlich mehrheitlich von Leihbuchnachdrucken geprägt.

### Band 94 – Ende

Silber-Roman Wildwest-Reihe

Silber-Wildwest-Roman

Silber-Wildwest

Mit Band 94 trennten sich die Reihen. Die Kriminalromane liefen weiter als Silber-Kriminal-Roman. Die Silber-Romane, die nun frei von Krimis waren, wurden erst mit Band 270 in Silber-Wildwest-Roman umbenannt. Bereits ab Band 100 erschien die Reihe sporadisch unter dem Titel Silber-Roman Wildwest-Reihe. Die nächste Umbenennung erfolgte mit Band 495 in Silber-Wildwest. Erst mit Band 1026 erhielt sie den Titel Silber-Western, unter dem die Reihe ihre größte Bekanntheit erreichte. Die Leihbuchnachdrucke wurden dabei zunehmend weniger, der Silber-Western bestand praktisch nur noch aus für die Heftreihe neu geschriebenen Texten.
Wichtige Subserien des Silber Western, die unter Sammlern heute teils noch sehr gefragt sind, waren William Tex, Tom Mix, Conny Cöll, Puma-Tom, Old Fuzzy, Roland Wildwest und Rex Carter.

## Trivia
Der Silber Western lief noch bis 1996 und endete mit Band 1903. Damit war es die am längsten laufende Heftromanserie. Erst die als Bastei Wildwest-Roman Sonderausgabe gestartete Reihe Western-Bestseller konnte zwölf Jahre später den Rekord einstellen und erreicht mittlerweile rund 2200 Ausgaben.
Anders als Bastei Verlag und Marken Verlag erschien bei Zauberkreis keine Reihe mit in den Wilden Westen verlegten Gruselromanen. Innerhalb des Silber Western erschien 1987 jedoch innerhalb der Subserie Chuck Slade der Roman Frontier-Zombie (#1737) – welcher mit dem Genre des Grusel-Western experimentierte. Auch Funny Western, die es bei Marken mit Joker Boys zu einer eigenen Serie schafften, erscheinen einige innerhalb der Hallelujah Fun Western Subserie.
Es erschienen neben den Western auch einige Abenteuerromane, z. B. von Friedrich Gerstäcker. Vom vor allem durch seine Heftromane im Bastei-Verlag bekannt gewordenen G. F. Unger erschienen ab 1973 etliche Romane in dieser Reihe, vorrangig Leihbuchnachdrucke.